# El campamento de mi vida
El campamento de mi vida (en inglés: A Week Away) es una película cristiana de drama adolescente estadounidense de 2021 dirigida por Roman White. 
La película fue escrita por Alan Powell, Kali Bailey y Gabe Vasquez. Está protagonizada por Bailee Madison, Kevin Quinn, David Koechner y Sherri Shepherd con cameos de Amy Grant y Steven Curtis Chapman. Los productores de la película son Alan Powell, Gabe Vasquez y Steve Barnett. La película se estrenó el 26 de marzo de 2021 en Netflix. La película presenta canciones de artistas cristianos como Michael W. Smith, Amy Grant y Steven Curtis Chapman a una generación más joven con interpretaciones modernas de canciones como «The Great Adventure», «Dive» y «Place in This World».

## Sinopsis
Will (Kevin Quinn) evita un centro de detención juvenil y va a un campamento de verano cristiano. Se une a George (Jahbril Cook) y Avery (Bailee Madison) para ganar las competencias del campamento. Cuando no lo esperaba, descubre personas que se preocupan por él.

## Reparto
- Bailee Madison como Avery
- Kevin Quinn como Will Hawkins
- Jahbril Cook como George
- Kat Conner Sterling como Presley
- Iain Tucker como Sean
- David Koechner como David
- Sherri Shepherd como Kristin
- Ed Amatrudo como Mark
- Mari Kasuya como Bailarín
- Brooke Maroon como Bailarín
- Chelsea Corp como Bailarín
- Goria Cunningham como Extra
- Brooklyn Wittmer como Campista
- Rena MacMonegle como Campista
- Steven Curtis Chapman como Salvavidas (cameo)
- Amy Grant como Consejera del campamento (cameo)